# Lynn H. Nicholas
Lynn H. Nicholas es una historiadora del arte estadounidense, autora de El saqueo de Europa, la historia del expolio nazi de los tesoros artísticos de los países que ocuparon. Sus honores y premios incluyen la Legión de Honor de Francia, el Amicus Poloniae de Polonia y el Premio del Círculo de Críticos Nacional del Libro.

## Biografía
Nacida en New London, Connecticut, y educada en Estados Unidos, Gran Bretaña, Holanda y España, se graduó en Historia del Arte por la Universidad de Oxford. Después de regresar a Estados Unidos, trabajó durante varios años en la Galería Nacional de Arte, Washington. Mientras residía en Bélgica, a principios de los años ochenta, empezó la investigación que culminaría en El saqueo de Europa, galardonado con el Premio del Círculo de Críticos Nacional del Libro en la categoría de no-ficción en 1994. Su libro fue adaptado para una película del mismo nombre estrenada en 2006. Nicholas ostenta diversos honores y reconocimientos, entre ellos la Legión de Honor francesa, y ha sido nombrada Amicus Poloniae por Polonia. También ha escrito Cruel World: The Children of Europe in the Nazi Web.